# سمير رجا
سمير ماهر رجا سليمان لاعب كرة قدم أردني من أصول فلسطينية ؛ يلعب لدى نادي الوحدات بعد تدرجه في فئات الشباب ؛ لعب مع المنتخب الأردني تحت سن 17 و سجل معه هدف وحيد، ومع المنتخب الأردني تحت سن 19 و سجل معه 3 أهداف .